# Alejandra Krauss
Gabriela Alejandra Ingeborg Krauss Valle (29 de diciembre[cita requerida] de 1956) es una abogada y política chilena. Militante demócrata cristiana, se ha desempeñado como ministra de Planificación y Cooperación (2000-2002) en el gobierno del presidente Ricardo Lagos y ministra del Trabajo y Previsión Social (2016-2018) en el segundo gobierno de Michelle Bachelet.

## Biografía
Nació en Santiago de Chile el 29 de diciembre de 1956,[cita requerida] hija de Enrique Krauss Rusque, exparlamentario y exministro, y de Gabriela Valle.
Estudió derecho en la Universidad de Chile, desde donde egresó en 1982. Tras titularse, se dedicó por largo tiempo al ejercicio privado de su profesión en el estudio KyD Abogados, bajo el alero de su padre, donde ejerció en materias de derecho civil, laboral, comercial y de familia. Ha sido consejera del Colegio de Abogados y ha hecho clases de derecho en la Universidad Diego Portales, Universidad de Chile y Universidad San Sebastián.
Es católica practicante. En marzo de 1981 se casó con el también abogado Andrés Donoso Saint, hijo del exministro de Vivienda de Eduardo Frei Montalva, Andrés Donoso Larraín. El matrimonio tiene siete hijos, seis hombres y una mujer.

## Carrera política
Ingresó al Partido Demócrata Cristiano (PDC), al igual que su padre, siendo aún una adolescente. Participó en la campaña del «No», en el plebiscito nacional de 1988, y en las campañas de Mariana Aylwin —para las elecciones parlamentarias de 1993— y de su padre, tanto en las internas del PDC, como en las elecciones parlamentarias de 1997, done obtuvo la diputación por Santiago.
El 11 de marzo de 2000, fue nombrada por el presidente Ricardo Lagos como ministra de Planificación y Cooperación, siendo la primera mujer en la titularidad del cargo, el cual dejó el 7 de enero de 2002.
Más adelante, en las elecciones municipales de 2004 se presentó de candidata a concejala por La Florida, resultando electa para el periodo 2004-2008, con un 10,93% de los votos. En las elecciones municipales de ese último año, intentó ser la carta de la coalición de izquierdas Concertación a la alcaldía de dicha comuna, pero finalmente el candidato del oficialismo fue el socialista Jorge Gajardo.
Por otra parte, se ha desempeñado como fiscal de la Fundación para el Desarrollo Integral de Niños y Niñas Integra; como asesora externa de distintas empresas estatales, como la Empresa Nacional del Petróleo (Enap) y el BancoEstado, y de la Subsecretaría de Previsión Social; y como directora de la Corporación de Asistencia Judicial Metropolitana.
En noviembre de 2016 fue nombrada presidenta del directorio de la Zona Franca de Iquique (Zofri), sin embargo, sólo ejerció pocos días este cargo, pues el día 18 de ese mes fue designada ministra del Trabajo por la presidenta Michelle Bachelet, en reemplazo de Ximena Rincón. Mantuvo el puesto gubernamental hasta el fin de la administración del 11 de marzo de 2018.
El 25 de enero de 2023 fue designada por el Senado como una de los integrantes de la Comisión Experta, la cual está encargada de redactar un anteproyecto de texto constitucional que será debatido por el Consejo Constitucional como parte del proceso constituyente.

## Historial electoral

### Elecciones municipales de 2004
- Elecciones municipales de 2004, para el Concejo Municipal de la La Florida[9]

(Se consideran sólo los 12 candidatos más votados y concejales electos, de un total de 30 candidatos)
| Candidato                | Pacto                           | Partido | Votos  | %     | Resultado |
| ------------------------ | ------------------------------- | ------- | ------ | ----- | --------- |
| Jorge Gajardo García     | Concertación por la Democracia  | PS      | 22 962 | 17,90 | Concejal  |
| Cecilia Pérez Jara       | Alianza                         | RN      | 15 919 | 12,41 | Concejala |
| Rodolfo Carter Fernández | Alianza                         | UDI     | 14 537 | 11,33 | Concejal  |
| Alejandra Krauss Valle   | Concertación por la Democracia  | PDC     | 14 023 | 10,93 | Concejala |
| Caupolicán Peña Reyes    | Concertación por la Democracia  | PPD     | 10 291 | 8,02  | Concejal  |
| Marcelo Zunino Poblete   | Alianza                         | UDI     | 5377   | 4,19  | Concejal  |
| Marco Espinoza Cartagena | Concertación por la Democracia  | PDC     | 5348   | 4,17  | Concejal  |
| Nicanor Herrera Quiroga  | Concertación por la Democracia  | PS      | 5161   | 4,02  | Concejal  |
| Inés Gallardo Fuentes    | Concertación por la Democracia  | PPD     | 3952   | 3,08  | Concejala |
| Antonio Vásquez Droguett | Independientes (fuera de pacto) | Indep.  | 3430   | 2,67  |           |
| Sonia Krinfokai Wiehoff  | Alianza                         | UDI     | 2494   | 1,94  |           |
| Lina Ríos Briceño        | Alianza                         | RN      | 2453   | 1,91  | Concejala |